# Japenoides nigricostus
Japenoides nigricostus är en tvåvingeart som beskrevs av M. Josephine Mackerras 1971. Japenoides nigricostus ingår i släktet Japenoides och familjen bromsar. Inga underarter finns listade i Catalogue of Life.